# جواد كاظميان

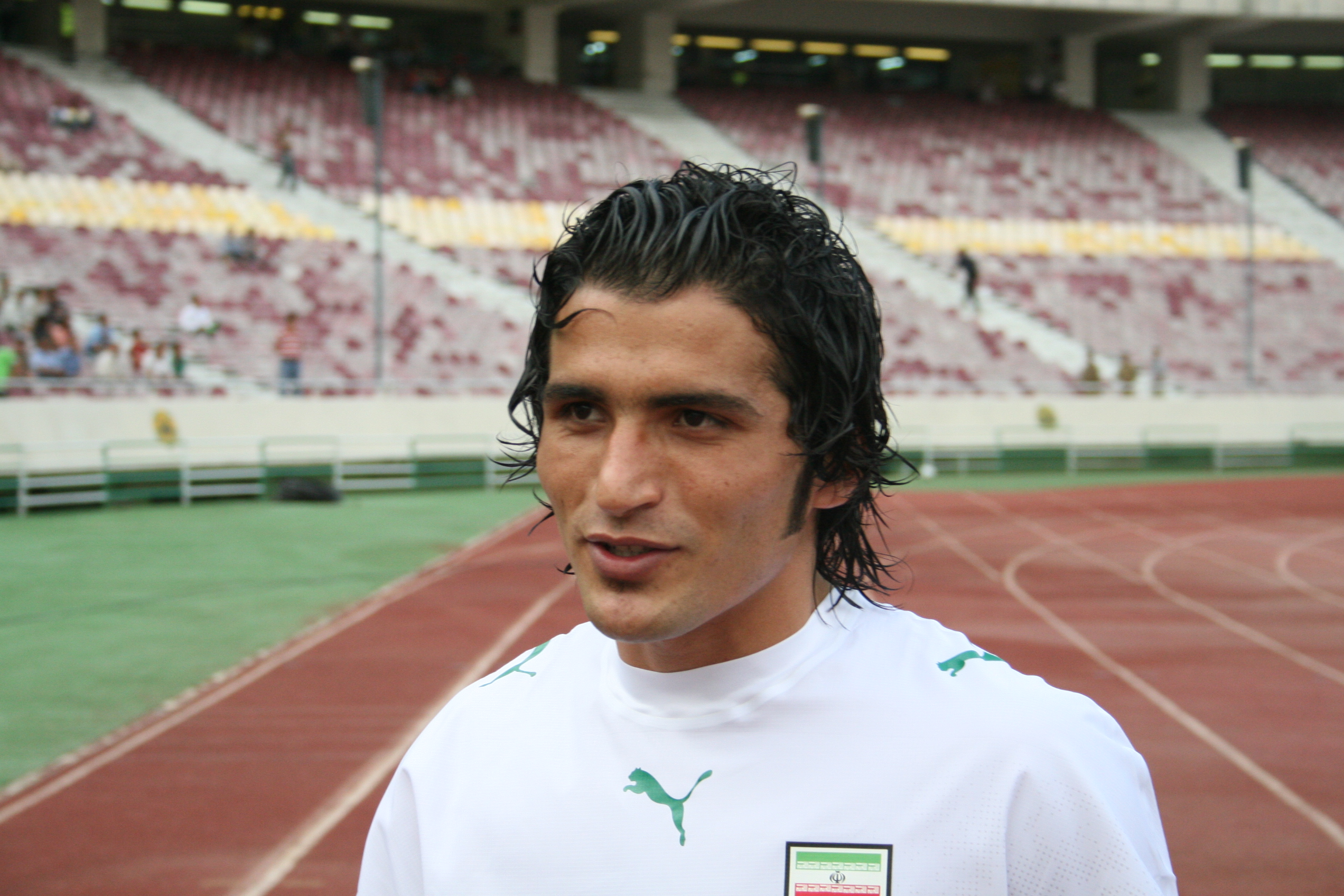
جواد كاظميان عندما كان لاعباً للمنتخب الإيراني سنة 2006م.

جواد كاظميان (بالفارسية: جواد کاظمیان)، من مواليد 23 ابريل 1983 في كاشان في إيران، لاعب كرة قدم إيراني.

## سيرته الرياضية
و قد بدأ مسيرته الكروية مع نادي سايبا في عام 2000، ولعب معهم حتى عام 2002، وشارك معهم في 41 مباراة وسجل 13 هدف، وفي موسم 2002/2003 انتقل إلى نادي الأهلي الإماراتي، وفي عام 2003 عاد إلى نادي سايبا، وفي عام 2003 انتقل إلى نادي برسبوليس، ولعب معهم حتى عام 2006، وشارك معهم في 79 مباراة وسجل 26 هدف، وفي موسم 2006/2007 انتقل إلى نادي الشعب الإماراتي، ولعب معهم 15 مباراة وسجل 9 أهداف، ومنذ عام 2007 وهو يلعب مع نادي الشباب الإماراتي. playing alongside علي كريمي.

### المنتخب الإيراني
و قد بدأ باللعب مع منتخب إيران لكرة القدم في عام 2001، وسجل هدفاً في مرمى المنتخب الأوزبكي لكرة القدم في بطولة كأس آسيا 2007م، كما شارك مع زملائه لنهائيات كأس العالم لكرة القدم في ألمانيا سنة 2006م، وفي سنة 2012م اعتزل اللعب مع المنتخب دولياً.